# Katja Esson
Katja Esson, geborene Kümmerle (geboren 1966 in Hamburg), ist eine in Miami (Florida, USA) lebende deutsche Dokumentarfilmerin und Autorin. Ihr Film Ferry Tales wurde bei der Oscarverleihung 2004 für einen Oscar in der Kategorie Bester Dokumentar-Kurzfilm nominiert. 2023 wurde sie in die Academy of Motion Picture Arts and Sciences als Mitglied im Dokumentarfilm-Bereich aufgenommen. Für ihren knapp 90-minütigen Dokumentarfilm Razing Liberty Square erhielt sie 2025 in der Kategorie News and Documentary eine Emmy-Nominierung.

## Herkunft und Studium
Esson wuchs in Hamburg-Poppenbüttel auf. Im Alter von 21 zog sie nach Miami, um zu studieren. 1990 erwarb sie einen Bachelor in Motion Pictures and Theater an der University of Miami.

## Filmisches Wirken
Nach ihrem Studium arbeitete sie zunächst als Regieassistentin bei deutschen Spielfilmproduktionen, unter anderem bei einigen Folgen der Fernseh-Serie Peter Strohm. Ihr reichte das nicht und sie ging in die USA zurück. Den Lebensunterhalt verdiente sie dort mit Musikvideos und Industriefilmen.
Seit dem Jahr 2000 dreht sie eigene Filme als Regisseurin, Autorin und Produzentin. Viele ihrer Filme wurden im deutschen Fernsehen gezeigt, beispielsweise auf Arte, 3sat oder in der ARD. Sie sind auch auf US-amerikanischen Sendern wie HBO und PBS vertreten sowie im internationalen Fernsehen. 2004 gründete sie ihre eigene Produktionsfirma Penelope Pictures.
Katja Esson arbeitet als Produzentin mit Katsitsionni Fox zusammen, einer Künstlerin und Aktivistin der Akwesasne Mohawk Nation.

## Werke
Essons Filme beschäftigen sich immer wieder mit US-amerikanischen Themen und beleuchten ungewöhnliche Seiten des sozialen und gesellschaftlichen Lebens; Aspekte sind hier oft Race, Klasse und Gender. In ihrem Werk stehen häufig gewöhnliche Menschen im Mittelpunkt, die trotz widriger Umstände ihr Bestes geben, um ihr Leben möglichst gut zu gestalten. Dabei verbindet sich Essons Insider-Kenntnis der US-amerikanischen Kultur und Gesellschaft mit der Distanz der Außenperspektive.
Vertical Traveler (deutscher Titel: Die Reise nach oben) erzählt in essayistischer Weise von der Rolle der Fahrstühle für die Weltstadt New York. Dabei folgt der Film einem alten kubanischen Emigranten, der sich zum Ingenieur und zu einem führenden Experten für Aufzugsmechanik hochgearbeitet hat. Es geht nicht allein um Technik und die Möglichkeiten, die sie beim Bau von Hochhäusern, Wolkenkratzern und damit für das „vertikale“ New York insgesamt eröffnet hat, sondern auch um Menschen, zum Beispiel Fahrstuhlbenutzer.
Ferry Tales porträtiert eine Gruppe von Pendlerinnen, die jeden Morgen mit der Staten Island Ferry nach Manhattan zur Arbeit übersetzen. Sie nutzen die etwa halbstündige Überfahrt, um sich in der Damentoilette der Fähre vor dem Spiegel für die Arbeit zurechtzumachen. Esson begleitete die Frauen 2001 monatelang während des morgendlichen Berufsverkehrs. Die offenen Gespräche beim Schminken und Frisieren kreisen um Rassismus, Ehemänner, Freunde, Chefs und rebellische Kinder. Esson unterbrach die Filmarbeiten nach den Terroranschlägen vom 11. September 2001 nicht, sondern führte sie fort. Die Aufnahmen danach unterstrichen das starke Gemeinschaftsgefühl der Pendlerinnen.
A Hole in the Sky (deutscher Titel: New York im Schatten der Türme) ist ein Porträt der Stadt New York, fünf Jahre nach den Terroranschlägen auf das World Trade Center. Er wurde erstmals im September 2006 im Ersten (ARD) ausgestrahlt. Der Spiegel bezeichnete die Dokumentation als einfühlsam, intelligent und frei von Weinerlichkeit.
Hooker, Harlot, Whore – The Oldest Profession (deutscher Titel: Das Älteste Gewerbe) beschäftigt sich mit der Geschichte der Prostitution und lässt in verschiedenen europäischen Ländern sechs Prostituierte zu Wort kommen, die von ihrer Situation und ihrem Beruf berichten.
Essons Film Skydancer (deutscher Titel Die Himmelsläufer von New York) schildert das Leben indianischer Hochhaus-Stahlbauer aus dem Stamm der Mohawk zwischen Großstadt und Akwesasne Reservat an der kanadischen Grenze. Das sehr persönliche Porträt zweier Familien beleuchtet den Kontrast zwischen ihrer Rolle als moderne US-Bürger und dem Wunsch, eine eigene, traditionelle Identität wiederherzustellen, zu bewahren und zu leben.
Backroads (deutscher Titel: Legendäre Straßen Amerikas) ist ein Format, das von Esson für Arte konzipiert wurde, bestehend aus fünf Dokumentationen, die historischen Autostraßen durch US-amerikanisches Hinterland folgen. Aus vielen kleinen Porträts und skurrilen Anekdoten entsteht dabei, oft mit leicht ironischem Unterton, ein Bild amerikanischer Geschichte und Kultur.
Der Los Angeles River, der Miami River, der Colorado River, der Detroit River und der Chicago River sind die Protagonisten der fünfteiligen Dokumentation American Rivers (Amerikas Flüsse), die sie ebenfalls für Arte konzipiert hat. Die Bilder sind oft überraschend, die Perspektiven ungewöhnlich. Während ihrer Reise auf und an den Flüssen trifft die Filmemacherin viele Menschen, die in großer Offenheit davon erzählen, wie ihr Leben vom jeweiligen Fluss geprägt wird.
Der über mehrere Jahre gedrehte Dokumentarfilm Razing Liberty Square schildert den drastischen Wandlungsprozess in einem bisher hauptsächlich von Schwarzen bewohnten Stadtteil von Miami. Der älteste, mehrere Blocks umfassende Public-housing-Komplex wird durch moderne Neubauten ersetzt, mit dem Versprechen, dass die über Generationen gewachsene schwarze Community nicht verdrängt wird. Nah an den Menschen folgt der Film dem Transformationsprozess aus den sehr unterschiedlichen Perspektiven der Protagonisten. Dabei zeigt sich, dass es um viel mehr geht: In der vom Anstieg der Meeresspiegel akut bedrohten Großstadt ist das höher gelegene Terrain um Liberty Square plötzlich heiß begehrt. Der Film behandelt das neue Phänomen Climate Gentrification.

## Privates
Nach ihrem Studium lernte sie den kubanischen Maler Tomas Esson kennen, den sie heiratete. Das Ehepaar lebte in Miami, dann ab 1994 in New York. Nach der Scheidung behielt sie den Nachnamen. Die Filmemacherin lebt seit 2016 wieder in Miami.

## Auszeichnungen und Preise (Auswahl)
- 2004: Academy Awards / Nominierung Oscar Bester Kurz-Dokumentarfilm Ferry Tales
- 2005: WinFemme Film Festival / WIN Award Grand Price Ferry Tales[35]
- 2006: World Media Festival / Gold Award Bester Dokumentarfilm Hole in the Sky (deutsch: New York im Schatten der Türme)[12][36]
- 2008: Jerome Foundation Grant[37][36]
- 2011: DocuWeeks IDA Theatrical Showcase / Oscar-Qualifikation Bester Kurz-Dokumentarfilm Poetry of Resilience[38][12][36]
- 2011: Woodstock Film Festival / Diane Seligman Award Bester Kurz-Dokumentarfilm Poetry of Resilience[39]
- 2012: Shanghai Film and TV Festival / Nominierung Magnolia Award Bester Dokumentarfilm Skydancer (Die Himmelsläufer von New York)[40]
- 2012: Cinema for Peace Award / Nominierung Bester Dokumentarfilm Poetry of Resilience[12]
- 2023: Aufnahme in die Academy of Motion Picture Arts and Sciences als Mitglied im Dokumentarfilm-Bereich[3][41]
- 2025: Emmy Award / Nominierung News & Documentary Razing Liberty Square[4]

## Filmografie (Auswahl)
- 2001: Vertical Traveler (Die Reise nach Oben)
- 2003: Ferry Tales
- 2006: Hole in the Sky – The Scars of 9/11 (New York im Schatten der Türme)
- 2006: A Season of Madness
- 2009: Hooker, Harlot, Whore – The Oldest Profession (Das Älteste Gewerbe)
- 2010: Latching On – The Politics of Breastfeeding
- 2011: Skydancer (Die Himmelsläufer von New York)
- 2011: Poetry of Resilience
- 2013: Backroads USA (Amerikas Legendäre Straßen) (5-teilige Dokumentation)
- 2016: American Rivers (Amerikas Flüsse) (5-teilige Dokumentation)
- 2023: Razing Liberty Square